# Ion Rațiu
Ion Rațiu (ur. 6 czerwca 1917 w Turdzie, zm. 17 stycznia 2000 w Londynie) – rumuński przedsiębiorca, działacz emigracyjny i polityk, poseł do Izby Deputowanych, kandydat w wyborach prezydenckich.

## Życiorys
W 1938 ukończył studia prawnicze na Uniwersytecie Króla Ferdynanda w Klużu, następnie uczęszczał do szkoły oficerskiej. Został pracownikiem ministerstwa spraw zagranicznych, w 1940 został urzędnikiem w rumuńskim przedstawicielstwie w Londynie. W tym samym roku władza w Rumunii została przejęta przez faszystów, co skutkowało odwołaniem ambasadora Viorela Tilei. Ion Rațiu pozostał wówczas na emigracji, uzyskując azyl w Wielkiej Brytanii. W 1940 podjął studia ekonomiczne w St John’s College na Uniwersytecie Cambridge, które ukończył w 1943.
Pracował początkowo jako niezależny dziennikarz, później w różnych przedsiębiorstwach. Współtworzył Stowarzyszenie Rumuńskich Studentów w Wielkiej Brytanii, był członkiem komitetu wykonawczego antyfaszystowskiej organizacji Mișcării Românilor Liberi, którą założył Viorel Tilea. Przejęcie władzy przez komunistów uniemożliwiło mu powrót do kraju. Zajął się prowadzeniem działalności gospodarczej, w 1957 powołując własną kompanię morską, następnie linię żeglugową Regent Line. Działał w środowiskach dziennikarskich i emigracyjnych. W 1965 założył Stowarzyszenie Kulturalne Rumunów w Anglii, a w 1984 współtworzył organizację Uniunea Mondială a Românilor Liberi, działającą na rzecz demokratyzacji kraju.
Po przemianach politycznych w 1990 powrócił do Rumunii, wziął udział w założeniu Narodowo-Chłopskiej Partii Chrześcijańsko-Demokratycznej, w której objął funkcję wiceprezesa. Wystartował w tym samym roku w pierwszych wolnych wyborach prezydenckich, zajął ostatnie miejsce wśród trzech kandydatów z wynikiem 4,3% głosów. W 1990 uzyskał mandat poselski, który utrzymywał również w 1992 i w 1996, startując z współtworzonej przez PNȚCD Rumuńskiej Konwencji Demokratycznej. Pełnił m.in. funkcję wiceprzewodniczącego niższej izby rumuńskiego parlamentu. Zmarł w ostatnim roku trzeciej kadencji Izby Deputowanych.